# Toufik Benamokrane
 (novembre 2018).
Si vous disposez d'ouvrages ou d'articles de référence ou si vous connaissez des sites web de qualité traitant du thème abordé ici, merci de compléter l'article en donnant les références utiles à sa vérifiabilité et en les liant à la section « Notes et références ».
Toufik Benamokrane est un footballeur algérien né le 22 mars 1980 à Souk El Tenine dans la banlieue de Béjaïa. Il évoluait au poste de milieu de terrain.

## Biographie
Toufik Benamokrane joue en Division 1 avec la JSM Béjaïa, le MSP Batna, le MC El Eulma, et enfin l'AS Khroub.
Lors de la saison 2010-2011, il inscrit cinq buts dans le championnat d'Algérie.

## Palmarès
- Accession en Ligue 1 en 2006 avec la JSM Béjaïa
- Accession en Ligue 1 en 2008 avec la MSP Batna